# NGC 6517
NGC 6517 (również GCL 81) – gromada kulista znajdująca się w gwiazdozbiorze Wężownika. Odkrył ją William Herschel 16 czerwca 1784 roku. Jest położona w odległości ok. 34,6 tys. lat świetlnych od Słońca oraz 13,7 tys. lat świetlnych od centrum Galaktyki.